# 红移空间畸变

星系團在正常空間（左）和紅移空間（右）所觀測的差異，可見到紅移空間中星系團沿著觀測者方向的軸延長

红移空间畸变（英語：redshift-space distortions）是觀測宇宙學中使星系團在紅移空間中被拉長，而被拉長的方向軸指向了在地球的觀測者的效應，又被称为“上帝的手指”。這效應是由星系團內星系的本動速度相關的都卜勒效應引起。造成這效應的高速度與星系團的重力相關，並可使用维里定理解釋；也就是觀測者所見星系團內星系的紅移和實際紅移不同。這效應會造成距離與紅移之間的關係哈伯定律的值被改變，造成距離量測失準。
與红移空间畸变密切相關的效應是凯泽效应（Kaiser effect）。這同樣是因為星系本動速度產生的紅移使宇宙紅移的值改變，並且使天體在觀測者方向上變形了。然而，凯泽效应並不是由本動速度推測的星系團內星系隨機運動產生；而是星系團中多個星系間向星系團中心的同調運動產生。根據特定的運動狀況，凯泽效应在大部分狀況下不會造成拉長的效應，而是在外觀上結構變得扁平，即「上帝的煎餅」。凯泽效应的影響遠小於红移空间畸变效應，並且在大尺度環境下可透過兩者造成的不同效果區分。

## 外部連結
- NYU CCPP reference Wiki page